# Мирамиши (река)
 Мирамиши́  (англ. Miramichi) — река в провинции Нью-Брансуик, Канада.
Длина реки — 217 км.
Образуется слиянием рек Саутуэст-Мирамиши и Нортуэст-Мирамиши в Аппалачских горах. Река течёт в сторону города Мирамиши, где впадает в залив Мирамиши. Бассейн реки занимает четверть территории провинции и составляет 13 000 км², из которых 300 км² приходится на эстуарий реки во внутренней части залива Мирамиши (Иннер-Бей). Большая часть её бассейна находится на территории графства Нортамберленд, но также включает часть графств Виктория, Карлтон, Йорк и малую часть графств Глостер и Санбери.
От места слияния рукавов реки до мелководного эстуария река образует верхний светлый слой воды, а морская, солёная и тёмная вода — нижний. Живописный эстуарий реки образовался 4 тысячи лет назад, когда морские волны создали барьер из песчаных островов, защищающий Иннер-Бей от штормов и способствовавший образованию уникальной экосистемы. Эффект морских приливов ощущается даже в 65 км от побережья в виде регулярного повышения и снижения уровня реки.
За исключением легендарного хода атлантического лосося, рыбные запасы реки подверглись значительному опустошению вследствие перелова и загрязнения вод, но в прошлом Мирамиши была первой рекой на востоке Северной Америки, где лов рыбы приобрел значительные масштабы. Здесь хорошо ловилась алоза, корюшка, угорь, сельдь, макрель и омары.
Во время Большого пожара на Мирамиши в 1825 году, когда погибло 200 человек и сгорела четверть лесов провинции, людям приходилось погружаться по шею в воды реки, чтобы уцелеть.
Незаконная ловля рыбы (браконьерство) распространено на Мирамиши.
Название реки является старейшим из местных наименований и обозначает «страна микмаков».